# Grand Hotel Central (Den Haag)
Grand Hotel Central aan de Lange Poten in Den Haag is een voormalig hotel uit 1920 en is tegenwoordig deel van het Tweedekamergebouw.

## Voorgeschiedenis
In 1880 vestigde zich op deze plek een hotel en Grand Café du Passage gebouwd in neorenaissancistische stijl met een overdekte winkelpassage met aan beide kanten terrastafeltjes. In 1885 werd de Haagse Passage gebouwd en werd de naam van het hotel veranderd in Hotel Central, mogelijk om verwarring te voorkomen. De passage was twee verdiepingen hoog en had een glazen dak. In 1911 werden na een verbouwing de tafeltjes weggehaald en kwam er een café binnen, ontworpen door Johan Mutters. 
De Zuid-Hollandsche Bierbrouwerij was eigenaar van het hotel toen de ZHB in 1906 House of Lords overnam en dat als dependance van het hotel ging gebruiken. Het was het eerste gebouw in Den Haag waar bij de bouw beton werd gebruikt, hetgeen eigenlijk pas opviel toen er een nieuwe garderobe gemaakt moest worden bij de doorbraak naar de House of Lords. De passage werd in 1915 weer afgebroken. 
Later waren het hotel en de House of Lords van Oranjeboom, Skol en na 1964 van Allied Breweries en Wagons-Lits.
Het hotel had met een eigen omnibus een pendeldienst voor haar gasten naar het Staatsspoor. 

## Herbouw
Het huidige gebouw heeft een mengstijl van jugendstil en art deco. In 1946 werd het hotel verbouwd. Later werd het hotel verbouwd om gebruikt te worden door de Tweede Kamer en Nieuwspoort. De publieke ingang is via Lange Poten nummer 4. Het hotel zelf is verhuisd naar het Spuiplein, het tegenwoordige Mercure Hotel.